# Pál Bedák
Pál Bedák (Budapest, 8 de septiembre de 1985) es un deportista húngaro que compitió en boxeo.
Ganó una medalla de plata en el Campeonato Mundial de Boxeo Aficionado de 2005 y una medalla de bronce en el Campeonato Europeo de Boxeo Aficionado de 2004.
En diciembre de 2008 disputó su primera pelea como profesional. En su carrera profesional tuvo en total 8 combates, con un registro de 8 victorias y 0 derrotas.

## Palmarés internacional
| Campeonato Mundial | Campeonato Mundial | Campeonato Mundial | Campeonato Mundial |
| Año                | Lugar              | Medalla            | Categoría          |
| ------------------ | ------------------ | ------------------ | ------------------ |
| 2005               | Mianyang (China)   | Medalla de plata   | 48 kg              |
| Campeonato Europeo |                    |                    |                    |
| Año                | Lugar              | Medalla            | Categoría          |
| 2004               | Pula (Croacia)     | Medalla de bronce  | 48 kg              |